# George C. Peery

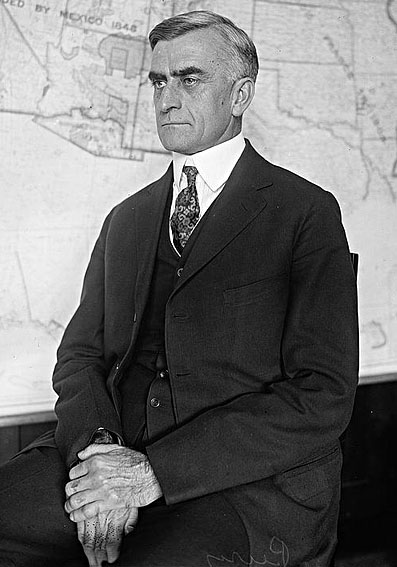
George C. Peery

George Campbell Peery (* 28. Oktober 1873 in Cedar Bluff, Tazewell County, Virginia; † 14. Oktober 1952 in Richlands, Virginia) war ein US-amerikanischer Politiker und von 1934 bis 1938 Gouverneur des Bundesstaates Virginia. Zwischen 1923 und 1929 vertrat er seinen Staat im US-Repräsentantenhaus.

## Frühe Jahre
George Peery besuchte die öffentlichen Schulen seiner Heimat und danach das Emory and Henry College. Zwischen 1894 und 1896 war er selbst Hauptlehrer an der Tazewell High School. Nach einem Jurastudium an der Washington and Lee University in Lexington wurde er 1897 als Rechtsanwalt zugelassen. Daraufhin begann er in Tazewell in seinem neuen Beruf zu arbeiten. 1899 wurde er als Rechtsanwalt von der Virginia Iron, Coal & Coke Company angestellt. Zwischenzeitlich zog er nach Wise, kehrte später aber wieder nach Tazewell zurück. Peery wurde damals auch Vorstandsmitglied einiger anderer Firmen in Virginia. Während des Ersten Weltkriegs war er für die Verwaltung der Lebensmittel im Tazewell County zuständig.

## Politischer Aufstieg
Peery wurde Mitglied der Demokratischen Partei, deren Democratic National Conventions er in den Jahren 1920 und 1924 als Delegierter besuchte. Zwischen dem 4. März 1923 und dem 3. März 1929 vertrat er seinen Staat für drei Legislaturperioden als Abgeordneter im US-Kongress. Dort war er aber in keinem Ausschuss vertreten. Nach dem Ende seiner Zeit in der Bundeshauptstadt Washington arbeitete Peery wieder als Anwalt und beschäftigte sich mit der Viehzucht. 1928 war er für kurze Zeit Vorsitzender seiner Partei in Virginia. Zwischen 1929 und 1933 war Peery auch Mitglied der Virginia State Corporation.

## Gouverneur von Virginia
Im Jahr 1934 wurde George Peery mit Hilfe der politischen Maschinerie von US-Senator Harry F. Byrd zum neuen Gouverneur seines Staates gewählt. Er trat seine vierjährige Amtszeit am 17. Januar 1934 an. In seiner Amtszeit gründete er nach der Aufhebung des Prohibitionsverbots auf Bundesebene einen mit drei Mitgliedern besetzten Kontrollausschuss zur Überwachung des Umgangs mit alkoholischen Getränken. Eine ähnliche Kommission überwachte die Milchproduktion. Außerdem entstand damals auch ein Ausschuss, der sich mit den Ansprüchen von Arbeitslosen befasste. Das geschah vor dem Hintergrund der Weltwirtschaftskrise Anfang der 1930er Jahre, von der sich der Staat Virginia nun allmählich erholte.

## Weiterer Lebenslauf
Nach dem Ende seiner Gouverneurszeit widmete sich Peery wieder der Viehzucht und anderen privaten Angelegenheiten. Er war noch Kurator der Washington and Lee University und des Hollins College. George Peery starb im Oktober 1952. Mit seiner Frau Nannie Bane Gillespie hatte er drei Kinder.